# Cruise Nunatak
Cruise Nunatak är en nunatak i Antarktis. Den ligger i Östantarktis. Australien gör anspråk på området. Toppen på Cruise Nunatak är 1 523 meter över havet.
Terrängen runt Cruise Nunatak är kuperad åt nordost, men åt sydväst är den platt. Trakten är obefolkad. Det finns inga samhällen i närheten. 